# Babiana hypogea
Babiana hypogea là một loài thực vật có hoa trong họ Diên vĩ. Loài này được Burch. miêu tả khoa học đầu tiên năm 1824.